# Jan-Krzysztof Duda
Pour les articles homonymes, voir Duda.
Jan-Krzysztof Duda est un joueur d'échecs polonais né le 26 avril 1998 à Cracovie. Grand maître international à quinze ans en 2013, il a remporté le championnat de Pologne en mai 2018 et la Coupe du monde d'échecs 2021.
Au 17 novembre 2024, il est le 13ème mondial et le numéro 1 polonais avec un classement Elo de 2 740 points.

## Biographie et carrière

### Tournois individuels
En avril 2013, Duda remporte le tournoi de grands maîtres First Saturday à Budapest, réalisant une deuxième norme de grand maître international. En mai 2013, il marque 6,5 points sur 11 au championnat d'Europe d'échecs individuel, obtenant la troisième norme nécessaire pour le titre de grand maître.
En décembre 2014, il remporte le championnat d'Europe d'échecs rapides et la médaille de bronze au championnat d'Europe de blitz. 
En septembre 2015, il remporte le tournoi d'échecs du lac Sevan de Martouni en Arménie et la médaille d'argent au championnat du monde d'échecs junior 2015, à égalité de points avec le vainqueur. 

### Champion de Pologne (2018)
Duda remporte le championnat de Pologne en 2018 avec 6,5 points sur 9 (+ 4, =5). En juillet, août, novembre et décembre 2018, Duda atteint le classement de premier mondial junior (catégorie des moins de 20 ans). En juillet 2018, il finit quatrième du tournoi d'échecs de Dortmund avec 4 points sur 7.
Lors du troisième tournoi du Grand Prix FIDE 2019 disputé à Hambourg, Duda élimine Ian Nepomniachtchi, Yu Yangyi et Daniil Doubov et atteint la finale du tournoi où il est battu par Aleksandr Grichtchouk.
Le 10 octobre 2020, il bat Magnus Carlsen en partie longue, lors du tournoi Altibox Norway Chess. Cette victoire met fin à une série de 125 parties classiques sans défaites de ce dernier.

### Vice-champion du monde de blitz (2018 et 2021)
En décembre 2018, il remporte la médaille d'argent au championnat du monde de blitz à Saint-Pétersbourg derrière le champion du monde Magnus Carlsen.
En décembre 2021, il remporte le championnat d'Europe de blitz puis la médaille d'argent au championnat du monde de blitz à Varsovie après un match de départage pour la première place perdu contre Maxime Vachier-Lagrave (1 à 2).

### Vainqueur de la Coupe du monde 2021
Duda remporte la Coupe du monde d'échecs 2021 à Sotchi en juillet-août 2021. Il bat le champion du monde en demi-finale lors des parties rapides, et, le 12 août 2021, il bat de manière convaincante le Russe Sergueï Kariakine avec les pièces blanches, évitant ainsi les départages. Le grand maître polonais de 23 ans termine le tournoi invaincu et remporte 88 000 $.
| Année | Lieu            | Résultat                            | Ultime adversaire  | Adversaires battus |
| ----- | --------------- | ----------------------------------- | ------------------ | --- |
| 2013  | Tromsø          | premier tour                        | Vassili Ivantchouk | |
| 2017  | Tbilissi        | deuxième tour                       | Vassili Ivantchouk | Levan Pantsulaia |
| 2019  | Khanty-Mansiïsk | huitième de finale (quatrième tour) | Jeffery Xiong      | Cristóbal Henríquez Villagra, Tamir Nabaty, Dmitri Andreïkine |
| 2021  | Sotchi          | vainqueur                           | Sergueï Kariakine  | Guillermo Vázquez (+1 =1) Samuel Sevian (+1 =1) Pouya Idani (+1 =1) Aleksandr Grichtchouk (+1 =3) Vidit Santosh Gujrathi (+1 =1) Magnus Carlsen (+1 =3) Sergueï Kariakine (+1 =1) |
| 2023  | Bakou           | huitième de finale                  | Fabiano Caruana    | Emilio Córdova, Ivan Chéparinov, Parham Maghsoodloo |

### Compétitions par équipe
En 2013, Duda joue au premier échiquier de l'équipe 2 de Pologne (espoirs) lors du championnat d'Europe d'échecs des nations disputé à Varsovie. Il marque 5,5 points sur 9. 
Lors de l'olympiade d'échecs de 2014 en Norvège, Duda joue pour l'équipe de Pologne et marque 8,5 points sur 11 au troisième échiquier.
En 2015 et 2017, il joue au deuxième échiquier lors des championnats d'Europe par équipe, remportant une médaille de bronze individuelle en 2017.
En 2017, lors du championnat du monde d'échecs par équipes, il remporte la médaille de bronze par équipe avec la Pologne et la médaille de bronze individuelle au deuxième échiquier.
Lors de l'Olympiade d'échecs de 2018, il joue au premier échiquier de l'équipe de Pologne qui finit à la quatrième place de la compétition.